# Смолич Микола Васильович
Микола Васильович Смолич (12 (24) червня 1888, Санкт-Петербург — 31 липня 1968, Москва) — російський і український радянський актор і режисер.

## Біографія
Народився 12 (24 червня) 1888 року у Санкт-Петербурзі. У В 1905–1908 роках навчався в Петербурзькому університеті, у 1908–1911 роках — на драматичних курсах при Петербурзькому театральному училищі (педагоги С. Яковлєв і В. Давидов).
У 1911–1917 роках — актор (з 1916 року — режисер) Олександринського театру. З 1922 року одночасно режисер Державного театру опери та балету (з 1935 року — імені С. М. Кірова), у 1924–1930 роках — художній керівник Ленінгргадського малого оперного театру, у 1930–1936 роках — головний режисер, у 1947–1948 роках — режисер Большого театру СРСР у Москві. В 1938–1947 роках — головний режисер, згодом художій керівник і директор Театру опери та балету імені Т. Г. Шевченка у Києві. Член ВКП(б) з 1946 року. В 1961–1963 роках викладав в Московській консерваторії.

Могила Миколи і Дмитра Смоличів

Помер 31 липня 1968 року в Москві. Похований в Києві на Байковому кладовищі (ділянка № 2). Поруч з ним похований його син Дмитро.

## Творчість
Серед вистав — «Леді Макбет Мценського повіту» («Катерина Ізмайлова») Д. Шостаковича, «Сорочинський ярмарок» М. Мусоргського, «Тарас Бульба» М. Лисенка, «Перекоп» Ю. Мейтуса, В. Рибальченка і М. Тіца, «Весілля Кречинського» А. Пащенка «Шевченко» («Поетова доля») В. Йориша, «Мазепа» П. Чайковського, «Снігуронька» М. Римського-Корсакова, «Гугеноти» Дж. Мейєрбера, «Фауст» Ш. Ф. Гуно.

## Відзнаки
Народний артист СРСР (з 1944 року). Нагороджений орденом Трудового Червоного Прапора, медалями.

## Вшанування пам'яті

Меморіальна дошка на будинку по вулиці Євгена Чикаленка, 20, в якому мешкав Микола Смолич у 1938—1947 роках

В 1992 році в Києві, на будинку по вулиці Пушкінській (тепер Євгена Чикаленка), 20, де в 1938–1947 роках жив та працював режисер, встановлено бронзову меморіальну дошку (барельєф; скульптор О. Родіонов, архітектор Д. Антонюк).